# Rębaczów
Rębaczów – część wsi Stanisławice w Polsce, położona w województwie małopolskim, w powiecie bocheńskim, w gminie Bochnia.
W latach 1975–1998 Rębaczów położony był w województwie krakowskim.